# Schepping (Harry op de Laak)
Schepping is het verhaal achter een kunstwerk zonder titel in Amsterdam-Oost.
Het is een relatief groot marmermozaïek op een betonnen muur, die aan die kant een plat vlak is, maar aan de andere kant een overstek heeft en een lange zitbank. Het mozaïek is ontworpen door Harry op de Laak. Het geheel maakt deel uit van de toegang van wat vroeger de Eerste Christelijke LTS Patrimonium was. Die toegang, de muur en het reliëf werden op 12 oktober 2009 opgenomen in het monumentenregister. In 2013 werd het gebouw (Vrolikstraat 8), dat ook rijksmonument is, in gebruik genomen door het Cygnus Gymnasium. Het gebouw is van de hand van Commer de Geus en Ben Ingwersen en is in 2012 grondig verbouwd/gerenoveerd onder toezicht van architect Wessel de Jonge om het aan te passen aan de moderne eisen voor scholen. Daarbij zijn ook de mozaïeken van Op de Laak in en om het gebouw waar nodig hersteld. Zowel De Geus, Ingewersen en Op de Laak lieten zich inspireren door Le Corbusier. Het kunstwerk werd al voordat het tot rijksmonument werd bestempeld onderbroken door een metalen hekwerk, dat niet onder het rijksmonument is meebegrepen.